# Slottsfjellfestivalen
Slottsfjellfestivalen, eller egentlig Slottsfjell Festival, ofte bare kaldt Slottsfjell, er en rock- og popfestival som arrangeres på Slottsfjellet i Tønsberg i Vestfold hver sommer. Som regel afholdes den i midten af juli.
Koncertscener og publikumsområder anlægges blandt ruinerne af middelalderfæstningen Tunsberghus på Slottsfjellet og området omkring. Der afholdes også koncerter i andre lokaler i byen. Festivalen blev i nyere tid for første gang arrangeret i 2003. En serie rockefestivaler med samme navn blev også arrangeret tidligt i 1980'erne frem til og med 1983.
I over 100 år, er der blevet afholdt koncerter, teaterforestillinger og andre arrangementer på og ved Slottsfjellet. Den 18. juni 1932 afholdt Norges Bondelag et historisk skuespill på Slottsfjellet med Karl Holter i rollen som Kong Sverre. Arrangementet tiltrak sig omkring 20.000 mennesker. Til Tønsbergs 1100-årsjubilæum i 1971 skrev Kåre Holt et historisk drama om prinsesse Kristina af Tunsberg. Det blev opført som fast sommerteater i flere år på friluftscenen på Vestfold Fylkesmuseums område på Tallak umiddelbart nord for fjellet. Blues-legenden BB King opptrådte på Slottsfjellet under Vestfold Festspillene i juni 1994.
Festivalen blev til og med 2015 arrangeret fra torsdag til lørdag, og havde en kapacitet på 12.500 publikummer per dag. Festivalen har sammenlagt fem scener oppe på fjellet; Kongescenen, Baglerscenen, Tårnlunden, Urørtscenen og Kastellscenen samt to campingvogn-scener.
Slottsfjell har også klubscener i byen, hvor folk ofte diffunderer hen efter festivalområdet lukker.
I 2016 blev festivalen arrangeret over fire dage, fra 13. til 16. juli. I 2017 blev festivalen arrangeret over fire dage, fra 12. til 15. juli. I 2018 varede festivalen i tre dage. Der ble ikke arrangert festival i 2019, 2020 og 2021.
Fra 2022 blev festivalen arrangeret på Kaldnes på Nøtterøy, 800 meters gang fra Tønsberg centrum over Kaldnes bru.

## Band og artister

### 2003
| - Norge Amulet - Norge Atlantic Jack - Danmark Baby Woodrose - Sverige Bjørn Rosenstrøm - Norge Diaz - Norge DJ Abstract og DJ Strangefruit - Norge DJ Gaute Drevdal - Norge DJ Mariann og DJ Kjetil - Norge DJ Nils Noa - Norge DJ Goatboy - Norge DJ Luis Molinari - Norge DJ Vidar Kroken - Norge Don Juan Dracula - Norge Equicez - Norge Fuzzgun | - Norge Gothminister - Norge Gåte - Norge Johndoe - Norge JR Ewing - Norge Klovner i Kamp - Norge Madrugada - Norge Mohammed - Norge Next Life - Norge Nils Petter Molvær - Norge Ninjasheriff & Pastor Smith - Norge noplacetohide - Norge Pass-It Records - Norge prof. Scuba - Norge Ravi & DJ Løv - Norge Red 7 Production | - Norge Ricochets - Danmark Saybia - Norge Sissy Wish - Norge Surferosa - Norge TH3 3LV15 - Norge Trucks - Norge The Turns - Norge X-Pleasure |

### 2004
| - Norge Bigbang - Norge Bigfoot - Norge Black Debbath - Norge Block Lettaz & Dj Kimichi - Norge Briskeby - Sverige Captain Murphy - USA Casa Electro Novo - Finland The Clones - Norge David Ruiz - Norge Dead Sins Inc. - Norge DJ Harald H - Norge DJ Marit Karlsen - Danmark DJ Nicka - Norge DJ Nils Noa - Norge DJ Nuhhh | - Norge DJ Snau aka Riddem Spider - Norge DJ Torgrim Øyre - Storbritannien Eclectic Method - Norge Enslaved - Norge Euchrid - Norge Fordommer & Hat - Island Gisli - Norge Gothminister - Norge Grand Alchemist - Norge Grounation Movment - Norge Hurra Torpedo - Norge Ichabo - Norge The Indikation - Norge Jaa9 & OnklP (Dirty Oppland) - Norge Jaga Jazzist | - Norge Jim Protector - Norge Juju Queens - Norge Karin Park - Norge Ken Ring & Tommy Tee - Storbritannien Kevin Freeman - Norge Kleen Cut - Norge Khold - Norge KILL - Norge The Lionheart Brothers - Norge Lukestar - Norge Maria Solheim - Norge Mid-Nite Sessions - Norge Mohammed - Norge Molo Mekaniske - Norge The Mormones | - Norge Mutton Chop Whiskers - Norge Navy Electre - Norge Null$katte$nylterne - Norge Odd Nordstoga - India Orange Street - Sverige Paris - Norge prof. Scuba - Norge Ravi & DJ Løv - Norge Rex Rudi - Norge Safariari - Norge Samsaya - Norge Shirleys Temple - Norge Silence the Foe - USA Soledad Brothers - Norge Subway Safari | - Norge Superfamily - Norge Susie Cain - Norge Susperia - Norge Thom Hell - Norge Thomas Dybdahl - Norge Tömmermenn - Norge Untime - Norge Vidar Busk - Norge Wallpaper Silhouettes - Norge War Birds - Norge Warlocks - Norge Whimsical - Norge Xploding Plastix |

### 2005
| - Finland 22-Pistepirkko - Norge Adjagas - Norge Animal Alpha - Sverige Anna Tärnheim - Sverige The Ark - Norge Bare Egil Band - Norge The Beautiful People - Norge Bigbang - Norge Blokk 5 - Sverige The Bright & Shiny - Norge Brimstone - Norge Cam ‘N A-Lee - Norge The Cheaters - Storbritannien Cranes - Storbritannien Dizzee Rascal | - Norge DJ’s: Heaven Tonight - Norge DJ’s: Iconoclastic - Norge DJ Nuhhh - Norge DJ’s Oslo City Crew - Norge Draugstafur - Norge Drunk - Norge Evig Poesi - Norge Framferd - Norge French Kissers - Norge Iscariot - Norge John Darling & His loFI-Men - Norge Kong Sverre - Norge Madcon - Norge Madrugada - Norge Mayhem | - Norge Minor Majority - Norge Mirilla - Norge Mohammed - Norge Noplacetohide - Norge Octavia Sperati - Frankrig Phoenix - Norge Rumble in Rhodos - Norge Purified in Blood - Sverige Raymond & Maria - Norge Red 7 - Norge The Rovers - Norge Sheep - Norge Succuba - Norge Susie Cain - Norge Syme | - Sverige Timbuktu + Damn - Norge Thulsa Doom - Norge Ville Vestfold - Norge The Vineyards - Norge War Birds - Norge Whimsical - Frankrig X Makeena - Norge Yatzi - Norge Young Neils |

### 2006
Slottsfjellfestivalen i 2006 blev afholdt 20. til 22. juli. 
| - Norge Aluco - Norge Astroburger - Norge Beckstrøm - Norge Bellman - Norge Brut Boogaloo - Norge The Captain and Me - Norge Chris Lee - Norge Christer Wullf - Norge Danielle - Norge Desperado - Norge DJ Erlend Mokkelbost - Norge DJ Sgt.Bernhardt - Norge DJ Steven Sellick & DJ Lucky Daisical - Norge Enslaved - Norge Framferd | - Norge Girl from Saskatoon - Norge The Goo Men - USA Gossip - Norge Heroes & Zeros - Norge Ila Auto - Norge Ildvann Gerilja’n - Norge Ingrid Olava - Norge Iscariot - Norge Iskra - Norge Jim Stärk - Norge Kano - Norge Keep of Kalessin - Norge Koldbrann - Sverige Laleh - Norge Magnus Eliassen | - Norge Magnus Hængsle - Norge Marit Larsen - Storbritannien Mark Gardener - Storbritannien The Mitchell Brothers - Norge Monomen - Norge Morten Abel - Norge New Violators - Norge Nidingr - Canada The Organ - Norge Pandemi - Norge Paperboys - Sverige Pascal - Norge Pirate Love - Norge Planet Bee - Norge Popsjokk DJ’s | - Danmark Powersolo - Norge Raga Rockers - Norge Rockettothesky - Norge Satyricon - Norge Seigmen - Norge Serena Maneesh - Norge Silver - Norge Sirka Ragnar - Sverige Snook - Frankrig Sons of Saturn - Norge Susanne Sundfør - Norge Terroristene - Norge Tungtvann - Norge The Turns - Norge The Violent Years |

Kings of Convenience måtte avlyse sin konsert på grunn av matforgiftning. I alt 21 250 billetter ble solgt til konsertene fra torsdag til lørdag.

### 2007
| - Norge 120 Days - Norge Abu Radiostation - Norge Ane Brun - Sverige Asha Ali - Norge Bitch Boys - Sverige Black Belt - Norge Black Debbath - Norge Blokk 5 - Sverige Bo Kaspers Orkester - USA Calexico - Norge Creep Colony - Norge The Cumshots - Norge Deadends - USA Devin The Dude - Norge Det är jag som är döden | - Norge Dimension F3H - Norge DJ Burlesk - Norge DJ Erlend - Norge DJ Siri Narverud Moen - Danmark Dúné - Norge El Cuero - Sverige Entombed - Norge Fitts for Fight - Norge Freddy & the Casual Rap-Orchestra - Norge Gorgoroth - Norge Grand Alchemist - Norge Harmonica - Irland Huts on Stilts - Norge Ila Auto - Sverige Jens Lekman | - Norge Jim Protector - Norge Kings of Convenience - Norge Lars Wiik - Norge The Lionheart Brothers - Sverige Loney, Dear - Norge Lukas Kasha - Norge Manatee Racket - Norge Master Piece of Cake - Norge Matto Molto - USA Midlake - Norge Montée - USA The Mr. Move - Sverige Nina Kinert - USA Of Montreal - Norge Onkel Ponkel | - Sverige Promoe - Norge Red Harvest - Norge Sirka Ragnar - Norge Skåne Ljudpark Crew feat. Martin Kellerman - Storbritannien The Slits - Storbritannien Spiritualized – Acoustic Mainlines - Norge Superfamily - Norge Therese Aune - Norge Thisisit! - USA The Thermals - Sverige Timbuktu & Damn! - Norge Tres Hombres + Reverberate - Norge Upopulær - Norge Valentourettes - Danmark Volbeat | - Norge Yoga Fire - Norge Zeromancer |

### 2008
| - Norge 1349 - Mali Amadou & Mariam - Norge Annie - Norge Balkan Beat Party - Norge Blood Red Throne - Norge Binärpilot - Canada Cadence Weapon - Norge Casiokids - Sverige Chords - Norge deLillos'85 - Norge Diskord - Norge DumDum Boys - Norge Einar Stray - Norge Freddy & the casuals - Storbritannien Fuck Buttons - Australia Gameboy/Gamegirl | - USA Gogol Bordello - Norge Ida Maria (meldt sykdomsforfall) - Norge Howl (erstatter Ida Maria) - Norge Ila Auto - Storbritannien iLiKETRAiNS - Norge Ingrid Olava - Norge Kaizers Orchestra - Norge Keep of Kalessin - Sverige Kent - Sverige Lapuma - Sverige Lars Winnerbäck - Norge Lasse Passage - USA Legendary Shack Shakers - Storbritannien Lethal Bizzle - Sverige Looptroop Rockers | - Norge Lukestar - Norge Madcon - Norge Master Piece of Cake - Australia Miami Horror - Canada Miracle Fortress - Portugal Moonspell - Island Ólöf Arnalds - Australia Operator Please - Storbritannien Piney Gir - Norge Sailorine (Ingunn Ringvold) - Nederland Sixtyniners - Sverige Slagsmålsklubben - Storbritannien Stereolab - Norge Superfamily - Norge The Bluejays | - Norge The Cheaters - Norge The Disciplines - Norge The Flatliners - Danmark The Floor is Made of Lava - USA The Little Ones - Norge The National Bank - Australia Tranterco - Norge Valentourettes - USA Woven Hand |

### 2009
Slottsfjellfestivalen i 2009 blev afholdt 16. til 18. juli.
| - Storbritannien 65daysofstatic - Norge Accidents Never Happen - An Horse (AUS) - Norge Apoptygma Berzerk - Storbritannien Art Brut - Storbritannien Ash - Norge Bare Egil Festival - Bluegrass Cwrkot (CZE) - Norge Bygdin - Norge Captain Credible - Norge DJ Billy Bob - Femi Kuti & Positive Force (NGA) - Sverige First Aid Kit - Norge Fjorden Baby! - Island FM Belfast - USA Frontier Ruckus - Norge Get Dancy! - Frankrig Gojira (FRA) | - Norge Guro von Germeten - Norge Henrik Hasfjord - Norge Heroes & Zeros / Harrys Gym - Island Hjaltalín (ICL) - Norge Hordaland 80 - Sverige Håkan Hellström - Norge Icoloclastic - Norge Ila Auto - Norge John Olav Nilsen & Gjengen - Sverige Jonathan Johansson - Norge Julie Stokkendal - Storbritannien Kaiser Chiefs (UK) - Norge Katzenjammer - Norge Klubb Kannibal - Island Lay Low (ICL) - Norge Lindstrøm - Norge Lucky Lips - Norge Manatee Racket | - Norge Marit Larsen - USA Mark Kozelek (US) - Norge Mathias Eick Quartet - Norge Moo - Norge Motorpsycho - Norge Next Life - Norge Paperboys - USA Peachcake (US) - Norge Pony the Pirate - Norge Proviant Audio - Norge Real Ones - Storbritannien Roots Manuva (UK) - Norge Sense Absence - Norge September When - Norge She Said Destroy - Norge Skambankt - USA Soulfly (US) - Norge Sunkissed | - Norge Synkron Ulyd - Norge The Apache Dænsers - Storbritannien The Captain & Me The Chap (UK) - Norge The Credins - Norge The Little Hands of Asphalt - Storbritannien The Streets (UK) - Norge The Weasel Word - Storbritannien The Wombats (UK) - Norge Thom Hell - Canada Thunderheist (CAN) - Norge Ungdomsskulen - Norge Valentourettes - Norge Vanity Vanished - Danmark VETO (DK) - Danmark WhoMadeWho (DK) - Norge Xerxes & Bendikbeat - USA Yo Majesty (US) |

### 2010
Slottsfjellfestivalen i 2010 blev afholdt 15. til 17. juli.
| - Norge 3500 Mhz - Norge Alcojulio Iglesias - Norge Altaar - Storbritannien Band of Skulls - Storbritannien Italia Banjo or Freakout - Storbritannien Belle & Sebastian - USA Clutch - Norge The Cumshots - USA Dinosaur Jr. - Norge Donkeyboy - USA Dum Dum Girls - Storbritannien Edwin Congreave - Norge Enslaved - Storbritannien Foals | - Norge Frøy Aagre - Storbritannien Giggs - USA The Golden Filter - USA Hayseed Dixie - Sverige Helt Off feat. Timbuktu - Norge Hurra Torpedo - Norge Ila Auto - Sverige [ingenting] - Norge Jaga Jazzist - Finland Jaakko & Jay - Norge Jens Carelius - USA Juliette Lewis - Norge Karpe Diem - USA Kelis | - Norge Kråkesølv - Norge Kvelertak - Norge Lama - Australia Lenka - USA Lissie - Norge Master Piece of Cake - Danmark Mew - Norge Mhoo - Australia The Middle East - Storbritannien Modern Lovers - Norge Navigators - Norge Nils Bech - Storbritannien Ou Est Le Swimming Pool - Norge The Pink Robots | - Norge Poporn Radio - Norge Proviant Audio - Storbritannien Rox - Norge Sandra Kolstad - USA School of Seven Bells - Norge Shimmering - Norge Shining - Norge Sivert Høyem - Storbritannien Slow Club - Norge Susanna and the Magical Orchestra - Norge Susanne Sundfør - Sverige Taxi, Taxi! - Storbritannien Teenage Fanclub - Norge Thea Hjelmeland | - Norge Tikkepukong - Norge Todd Terje - Skabelon:Lande data Brasil The Twelves - Skotland Twin Atlantic - Norge UkuleleCompagniet - Island Ultra Mega Technobandið Stefán - Norge Uncle Deadly - Norge Valentourettes - Danmark Volbeat - Sverige Veronica Maggio - Norge Zeromancer |

### 2011
Headlinere
- USA Anthrax
- Skotland Biffy Clyro
- Canada Crystal Castles
- Storbritannien Erasure
- Storbritannien Grinderman
- Norge Kaizers Orchestra
- Norge Madcon
- USA Monster Magnet
- Norge Röyksopp
- Norge Datarock

### 2012
Slottsfjellfestivalen i 2012 blev afholdt 19.–21. juli.
| - Norge 120 days - Sverige Alina Devecerski - Norge Ane Brun - Norge Bare Egil Band - Storbritannien Bastille - Norge Bendik Baksaas Band - Storbritannien Benjamin Francis Leftwich - USA Black Tusk - Canada Cancer Bats - Norge Casual Friday - Storbritannien Charli XCX - Storbritannien Chase & Status - Norge Cinema of Spirits - Norge Cloud - Sverige Daniel Nordgren | - Norge Dreamon - Norge El Cuero - Norge Envy - Storbritannien Frank Turner and the Sleeping Souls - Storbritannien Friendly Fires - Norge Gabrielle - Storbritannien Gallows - Sverige Graveyard - USA Howler - Danmark Hymns from Nineveh - Norge Ila Auto - Norge Insense - USA Janelle Monáe - USA Lissie - Storbritannien Lucy Rose | - Norge Marit Larsen - Storbritannien Maverick Sabre - Norge Memetics - Norge Michael Paskalev - Storbritannien New Order - Norge Nils Petter Molvær - Storbritannien Noah and the Whale - USA Peachcake - Norge Poporn Radio - Sverige Promise and the Monster - USA Red Fang - USA Rival Sons - USA Robert Ellis - Norge Samsaya - Norge Sandra Kolstad | - Norge Seigmen - USA She Keeps Bees - Norge Sondre Lerche - Norge Souldrop - Norge Stein Torleif Bjella - USA Suicidal Tendencies - Island Sóley - Norge Team Me - Sverige Timbuktu & Damn! - USA Tortoise - Norge Viviparous - Storbritannien Wild Beasts - Australia Wolfmother |

### 2024
Slottsfjellfestivalen i 2024 blev afholdt 10.–11. juli.
| - 06 Boys - ABSOLUTT Karaoke - Aden Foyer - Afterski m/ Micke DJ - Alok - Ari Bajgora - Arian & Adelina - Arif & Stig - Astrid S - Astroblonde - Aurora - Austin Millz - Cezinando | - Cille - Club Lemaitre - Doja Cat - Emelie Hollow - Emma Steinbakken - Golfklubb - Hillari - HOV1 - Idd Aziz - Isah - Jacques - Joel Corry - K-391 | - Kaizers Orchestra - Kløbb Ka2 - Kode.59 - Lekekassa - Les Pattayas - Lona - Lovers & Players - Løvdal - Matoma - MikeItHappen - Momar - Moyka - Offset - Omar Souleyman | - Rakkere - Rambow - Salvatore Ganacci - SarahM & EllieV - Silent Disco - Studio P3 - Synne - Tete & Adelina - Thomas Stenström - Tigergutt - Vegard Harm - Victor Leksell - Yaeger - Zara Larsson |